# Strategic Air Command
Strategic Air Command (bra: Comandos do Ar) é um filme estadunidense de 1955, do gênero drama de ação, dirigido por Anthony Mann para a Paramount Pictures. 
Foi a primeira película a abordar o papel do SAC - Strategic Air Command ou "Comando Aéreo Estratégico" dos Estados Unidos durante a Guerra Fria[carece de fontes?]. Outras realizações foram Bombers B-52 (1957) e A Gathering of Eagles (1963)[carece de fontes?]. 
Foi também o segundo filme da Paramount a usar o sistema cinematográfico panorâmico chamado VistaVision, além do Technicolor e da sonorização Perspecta, tornando-se por causa disso o 6.º maior orçamento do cinema americano em 1955.
O roteiro (sob a perspectiva de 1951, quando foi escrito) mostra com realismo o dever e as responsabilidades, as missões e a vida familiar dos pilotos de bombardeiros do SAC.[carece de fontes?]
A produção teve a colaboração da Força Aérea dos Estados Unidos[carece de fontes?]e foram realizadas locações na Base Aérea MacDill em Tampa, Base Aérea Lowry em Colorado e Base Aérea Carswell no  Texas. Cenas das partidas de baseball tiveram a colaboração da equipe St. Louis Cardinals, aparecendo o campo de treinos em Al Lang Field em St. Petersburg, Flórida.

## Sinopse
O veterano da Segunda Guerra Mundial e grande jogador de baseball "Dutch" Holland tem a sua carreira profissional interrompida quando é convocado da Reserva para servir novamente como oficial na Força Aérea dos Estados Unidos. Ele é designado como comandante e piloto de provas para testes com os aviões bombardeiros B-36 e B-47, projetados para transportarem dispositivos nucleares, sob as ordens do Comando Aéreo Estratégico - SAC. Holland de início se irrita com o serviço obrigatório de 21 meses pois, segundo ele, não há guerra. Aos poucos, porém, ele percebe a importância do serviço de defesa estratégica. A experiência como piloto de Holland restringia-se aos B-29. Mas o inflexivel comandante General Hawkes confia na experiência dos veteranos e coloca Holland no treinamento com os novos bombardeiros na Base Aérea de Carswell em Fort Worth,Texas. 
Holland se sai bem nos testes e é um dos escolhidos pelo general para pilotar o novo B-47 Stratojet, sendo transferido para a Base Aérea MacDill em Tampa. Porém, um acidente aéreo no Ártico lhe causara um ferimento no ombro que coloca em risco a continuidade de sua carreira militar.

## Elenco
| Ator           | Personagem                                                               |
| -------------- | ------------------------------------------------------------------------ |
| James Stewart  | tenente-coronel Robert R. "Dutch" Holland                                |
| June Allyson   | Sally Holland                                                            |
| Frank Lovejoy  | general Ennis C. Hawkes (inspirado no general Curtis LeMay)              |
| Bruce Bennett  | general Espy                                                             |
| Barry Sullivan | tenente-coronel Rocky Samford                                            |
| Alex Nicol     | Major I. K. "Ike" Knowland                                               |
| Jay C. Flippen | Tom Dolan, gerente do time de basebal de Saint Louis St. Louis Cardinals |
| Harry Morgan   | sargento Bible, engenheiro de voo do B-36                                |

Referências:  

## Produção

Emblema do Comando Aéreo Estratégico dos Estados Unidos

Na vida real, James Stewart havia sido instrutor de voo dos aviões B-17 ("Fortalezas Voadoras") e comandante de esquadrão de B-24, completando 20 missões de combate na Segunda Guerra Mundial. Como o seu personagem, Stewart era coronel da Reserva da Força Aérea; mais tarde ele foi promovido a general-brigadeiro.  
O serviço militar de Stewart e o seu interesse por aviação influenciaram a realização do filme. O dublê de cenas com aviões Paul Mantz participou das filmagens.
O filme apresenta cenas aéreas bem feitas, acompanhadas de tema musical de autoria de Victor Young e que mereceram uma citação especial do American National Board of Review. Aparece com destaque o avião B-36, a primeira aeronave a ser equipada para lançamento de bombas de hidrogênio. O B-36 foi substituído pelo B-47 e depois pelo B-52.  
O acidente mostrado no filme foi inspirado no do general-brigadeiro Clifford Schoeffler, que caiu e sobreviveu durante uma missão com um B-36 no Ártico. Schoeffler esteve em Carswell durante as filmagens e colaborou como consultor. Já a parte sobre a interrupção da carreira de jogador profissional de beisebol pode ter sido inspirada em episódio da vida do atleta do Boston Red Sox Ted Williams, veterano da Segunda Guerra Mundial que foi convocado como aviador para lutar com os Marines na Guerra da Coreia no auge da carreira.
James Stewart ostenta no uniforme que usa em cena uma condecoração da Guerra da Coreia, mesmo com o personagem afirmando que seu último serviço militar fora na Segunda Guerra Mundial.
A cabine de pilotagem do B-47 mostrada em cena está agora no Museu da Aviação em Riverside, Califórnia.

## Indicação e homenagem
- 1955 - Indicado ao Oscar como melhor roteiro (Beirne Lay, Jr.)[carece de fontes?]
- 1955  - Citação especial do National Board of Review, EUA, em reconhecimento a qualidade das filmagens aéreas do filme[carece de fontes?]